# شهناز دیلان
شهناز دیلان (انگلیسی: Şehnaz Dilan؛ زادهٔ ۲۷ اوت ۱۹۶۰) بازیکن فوتبال، model, film and TV actress، خوانندگی اهل ترکیه است.